# Brendan O'Brien
Brendan O'Brien, född 30 juni 1960 i Atlanta, Georgia, är en amerikansk musikproducent och musiker. O'Brien etablerade sig under 1990-talet som en av de främsta producenterna inom rockmusiken. Han har arbetat med ett flertal framstående artister och grupper, däribland Pearl Jam, Rage Against the Machine, The Offspring, Bruce Springsteen och AC/DC. Han arbetade under flera år i Southern Tracks Recording Studio.

## Producerade album, i urval
- 1992 – Core (Stone Temple Pilots)
- 1992 – Jackyl (Jackyl)
- 1993 – Vs. (Pearl Jam)
- 1994 – Dogman (King's X)
- 1994 – Purple (Stone Temple Pilots)
- 1994 – Vitalogy (Pearl Jam)
- 1995 – 100% Fun (Matthew Sweet)
- 1995 – Mirror Ball (Neil Young och Pearl Jam)
- 1996 – Evil Empire (Rage Against the Machine)
- 1996 – No Code (Pearl Jam)
- 1996 – Tiny Music... Songs from the Vatican Gift Shop (Stone Temple Pilots)
- 1997 – Blue Sky on Mars (Matthew Sweet)
- 1998 – Yield (Pearl Jam)
- 1999 – No. 4 (Stone Temple Pilots)
- 1999 – Issues (Korn)
- 1999 – The Battle of Los Angeles (Rage Against the Machine)
- 2000 – Conspiracy of One (The Offspring)
- 2001 – Shangri-La Dee Da (Stone Temple Pilots)
- 2001 – Drops of Jupiter (Train)
- 2002 – Jinx (Quarashi)
- 2002 – Lovehatetragedy (Papa Roach)
- 2002 – The Rising (Bruce Springsteen)
- 2003 – My Private Nation (Train)
- 2003 – Splinter (The Offspring)
- 2003 – The Thorns (The Thorns)
- 2004 – A Crow Left of the Murder (Incubus)
- 2004 – Alive at Red Rocks (Incubus)
- 2004 – Welcome to the North (The Music)
- 2005 – Devils & Dust (Bruce Springsteen)
- 2005 – Rebel, Sweetheart (The Wallflowers)
- 2005 – All the Stars and Boulevards (Augustana)
- 2005 – Shine (Trey Anastasio)
- 2006 – For Me, It's You (Train)
- 2006 – Revelations (Audioslave)
- 2006 – Light Grenades (Incubus)
- 2007 – One Man Revolution (The Nightwatchman)
- 2007 – The Sun and the Moon (The Bravery)
- 2007 – Libertad (Velvet Revolver)
- 2007 – Magic (Bruce Springsteen)
- 2008 – The Fabled City (Tom Morello: The Nightwatchman)
- 2008 – Sweat It Out (The Pink Spiders)
- 2008 – Black Ice (AC/DC)
- 2009 – Working on a Dream (Bruce Springsteen)
- 2009 – Crack the Skye (Mastodon)
- 2009 – Billy Talent III (Billy Talent)